# Szikkim
Szikkim indiai állam. A Himalájában található.

## Történelem
Szikkim független királyság volt 1975. május 16-ig. Ekkor India egy népszavazás eredményeként megszállta és országa területébe beolvasztotta.
Szikkim királyai:
Namgyal-dinasztia.
Phuntshog Namgyal (1604) 1642–1670

Tensung Namgyal 1670–1686

Chakdor Namgyal (1686) 1686–1717 (más forrás szerint 1700-tól)

Gyurmed Namgyal (1707) 1717–1733

Chandzod Tamding 1733–1734 (leváltva)

II. Phutshog Namgyal (1733/1734) 1734–1780

Tenzing Namgyal (1769) 1780–1793

Tsugphud Namgyal (1785) 1793–1863

Sidkeong Namgyal (1819) 1863–1874

Sir Thutob (Thobden) Namgyal (1860) 1874-1914 (önkéntes száműzetésben: 1892–1895 közt.)

II. Sidkeong (1879) 1914

Sir Tashi Namgyal (1893) 1914–1963

Palden Thondup Namgyal (1923) 1963–1975 május 16 (+1982)

## Földrajz
Szikkim (szövetségi) állam alakja és nagysága a magyar Tolna és Baranya megyék együttesére hasonlít, s jellegzetessége a hegyekkel tűzdelt, nehezen járható terep. A tengerszint feletti magasság 280–8586 m között váltakozik, a legmagasabb pontja a Kancsendzönga (8586 m), India legmagasabb pontja. A földterületek többsége alkalmatlan a meredek, sziklás talaj miatt a mezőgazdasági művelésre, azonban ahol lehet, a teraszos művelési módszert alkalmazzák. Az állam nyugati és déli részén számtalan folyó található, melyek a Teesta (más néven említve: „Szikkim mentőkötele”) és annak mellékfolyójába, a Rangeetba folynak. Az állam területének kb. egyharmadát erdő borítja.
A magas Himalája félhold alakban öleli körbe keletről, északról és nyugatról Szikkimet, ahol a lakosság többsége a déli részeket népesíti be az alacsony Himalájában. Szikkimben 28 magas hegycsúcs, 21 gleccser, 227 magashegyi tó (többek között: Gurudongmar, Khecheopalri és Tsongmo), 5 hőforrás, és több mint 100 folyó és patak található. 8 hegycsúcs közös határt alkot Bhutánnal, Nepállal és Tibettel.

### Éghajlat
Az állam déli részén a szubtropikus, az északi részen a tundra a jellemző. Szikkim déli, többségében lakott részén a mérsékelt éghajlat a meghatározó, így a hőmérséklet ritkán megy nyáron 28 °C fölé, illetve télen 0 °C alá. Öt évszak jellemzi az időjárást: tavasz, nyár, ősz, tél és a monszun, amely júniustól szeptemberig tart. Az évi átlagos középhőmérséklet 18 °C körül alakul. Szikkim egy India azon kevés államából, ahol rendszeresen esik a hó. A hóhatár kb. 6000 m-nél van.
A monszun időtartama alatt rendszeresek a földcsuszamlások a sok eső miatt. A folyamatos, szűnni nem akaró esőzések eddigi csúcsa 11 nap volt. Az északi régióban télen a magas hegyek miatt gyakran zuhan a hőmérséklet −40 °C alá. A köd rendkívül veszélyessé teszi a közlekedést és az áruszállítást a téli és a monszun időszakban egyaránt.

### Közigazgatási beosztás

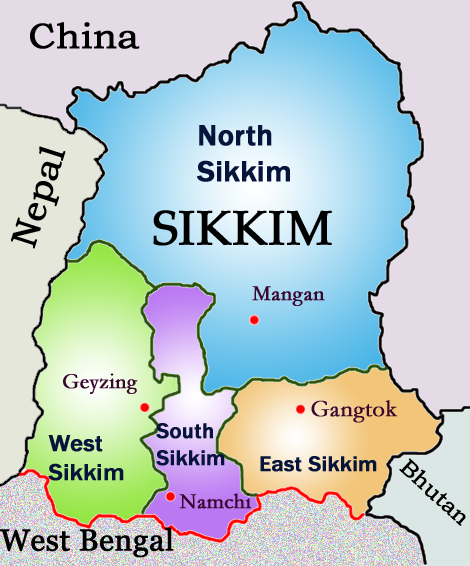
Szikkim kerületei

Szikkim négy kerületre van felosztva, melyeket a központi kormányzat által kinevezett személy felügyel, s aki irányítja a polgári közigazgatást. Kelet-Szikkim (központja: Gangtok), Észak-Szikkim (központja: Mangan), Nyugat-Szikkim (központja: Geyzing), Dél-Szikkim (központja: Namchi). A négy kerület további részekre osztódik: Pakyong a keleti, Soreng a nyugati, Chungthang az északi és Ravongla a déli kerületen belül fekszik. Szikkimben összesen 8 város, valamint 9 kisebb közigazgatási egység található. Az állam egy jelentős része az Indiai Hadsereg ellenőrzése alatt áll – elsősorban a szomszédos országok mentén – határsávként. E területeket nem vagy csak engedéllyel lehet látogatni.

### Élővilág
Szikkim szövetségi állam csak egy India három ökorégiója közül. Az állam erdős területei széleskörűen jellemzik (mutatják be) az ott élő flórát és faunát. A magasság növekedésével a növényzet elképesztő gazdagsága mutatkozik meg: a tropikustól a mérsékeltig, az alpesitől a tundráig. Kevés olyan régió van Indiában, ahol ilyen kicsi területen lehet ilyen sokféleséget bemutatni.
Szikkim flórájába beletartozik a sokféle fajú rododendron is, amely egyben az állam hivatalos jelképe (Dendrobium nobile) is. Megtalálhatók az orchideák, a fügefák, a babérfa, a banán és a bambusz Szikkim alacsonyabb területein, melyek kedvelik a szubtrópusi éghajlatot. 1500 m tszf. fölötti magasságban a mérsékelt éghajlati viszonyok között tölgyek, gesztenyék, juharok, nyírek, égerfák, és a magnóliák nagy számban nőnek. Az alpesi típusú éghajlati övre jellemző 3500–5000 m közötti magasságot a boróka, a fenyő, a ciprusfa és rododendron kedveli. Szikkim büszkélkedhet kb. 5000 növénnyel, amelyből 515 (igen) ritka orchidea, 60 féle kankalin, 36 féle rododendron, 11 féle tölgyfa, 23 féle bambusz, 16 féle tűlevelű, 362 fajta páfrány, 8 páfrányfa és több mint 424 féle gyógynövény.
A fauna nagyon változatos, így megtalálható itt a hópárduc, a pézsmaszarvas, a sörényes tahr, a vörös panda, a himalájai mormota, az őz, az indiai muntyákszarvas, a közönséges hulmán, az örvös medve, a ködfoltos párduc, a márványfoltos macska, a leopárdmacska, az ázsiai vadkutya, a tibeti farkas, a borz, a binturong, a mocsári macska. Az alpesi zónában a jak, amit főleg a tejéért, a húsáért és igavonóként (teherszállítóként) tartanak.
Szikkim madárvilága rendkívül gazdag, itt megtalálható a himalájai fényfácán, a szatírtragopán (csillagos tragopán), a hófogoly, a himalájai királyfogoly, a szakállas saskeselyű, a havasi fakókeselyű, valamint a szirti sas, a himalájai fürj, a különböző lilefélék, a szalonkafélék, a galambfélék, a légykapófélék, a timáliafélék és a vörösbegy is. Szikkimben 550 madárfajt figyeltek meg, s ezek többsége szigorúan védett.
Az ízeltlábúak nagyobb részét még nem rendszerezték, ellentétben a lepkékkel. Az indiai szubkontinensen hozzávetőleg 1438 megfigyelt pillangófajból 695 megtalálható Szikkimben. A veszélyeztetett pillangófajok között található a Meandrusa payeni (Yellow Gorgon) és a Bhutanitis lidderdalii (Bhutan Glory) egyebek között.

## Infrastruktúra
Szikkimben gyakoriak a földcsuszamlások és az áradások, bár az utak más indiai államok útjainál jelentősen jobban karbantartottak. Az utak fő fenntartója (kezelője) az Indiai Hadsereg egy részlege, a Border Roads Organisation (BRO). Dél-Szikkimben az NH-31A jelű út jó minőségű, a természeti károkból eredő rongálódások errefelé ritkábbak. Ezenkívül az állam fenntart 1857,35 km utat, ami nem esik bele a BRO területébe.
Szikkimnek sok vízierőműve van, de ennek ellenére a feszültség rendszeresen ingadozik, így feszültség-stabilizátorra van szükség. Az egy főre eső elektromos fogyasztás 182 kWh. A háztartások 73,2 százaléka hozzáfér a tiszta, iható vízhez. A sok folyó bőséges vízellátást biztosít, így az állam soha nincs kitéve aszályoknak. Sok vízügyi projekt megvalósítás előtt (alatt) áll a Teesta folyón, bár a környezetvédők aggódnak a környezetért.

## Kultúra
Szikkim lakosai megünnepelnek minden jelentősebb hindu fesztivált, mint például a Díváli és a Dussera, valamint a Losar, Loosong, Saga Dawa, Lhabab Duechen, Drupka Teshi és a Bhumchu fesztiválokat is. A Losar alatt – a tibeti új év december közepén – a legtöbb kormányhivatal és turistaközpont egy héten keresztül zárva tart. Nemrég a karácsonyi ünnep is elkezdett turistákat vonzani a holtszezonban Gangtokban.
A labdarúgás és a krikett a két legnépszerűbb sportág. A hindi dalok, a nepáli zene és főként a szöveg beszivárog a nyugati stílusú rockzenébe, amelyek különösen népszerűek a lakosság körében.
A tészta-alapú egytálételek közül a thukpa, chowmein, thanthuk, fakthu, gyathuk és wonton Szikkimben mindenhol népszerűek. A momo egy másik finom ínyencség: gőzölt gombóc különféle zöldségekkel töltve, hozzá bölény (jak) vagy sertéshús, s leggyakrabban adnak hozzá egy tál levest is. A hegyi emberek diétás ételei sok marha-, illetve sertéshúst tartalmaznak. Szikkimben az alacsony fogyasztási adó miatt olcsó a sör, valamint sok fogy a különféle whiskey-ből, rumból és brandyből is.
Szikkimben a rusztikus építési mód terjedt el, lévén olcsó és nagy mennyiségben rendelkezésre álló építőanyag a bambusz, mely könnyen hajlítható és szőhető (fűzhető), s amelyet utána kívülről tehéntrágyával tapasztanak be, így tartva a meleget a falakon belül. A nagyobb tengerszint feletti magasságokban már fából készülnek a házak.